# 薛子陵
薛子陵,中华人民共和国教育部长江学者讲座教授，美国田纳西大学化学系教授、南京大学讲座教授，主要从事无机化学等方面的研究工作。薛子陵的父亲是中国科学院院士薛禹群。